# فرودگاه بین‌المللی خوزه خواکین د اولمدو
فرودگاه بین‌المللی خوزه خواکین د اولمدو (به انگلیسی: José Joaquín de Olmedo International Airport) (به زبان بومی: Aeropuerto Internacional José Joaquín de Olmedo) یک فرودگاه همگانی مسافربری با کد یاتا GYE است که یک باند فرود آسفالت دارد و طول باند آن ۲۷۹۰ متر است. این فرودگاه در شهر گوایاکیول کشور اکوادور قرار دارد و در ارتفاع ۶ متری از سطح دریا واقع شده‌است.

## شرکت‌های هواپیمایی و مقصدهای پروازی

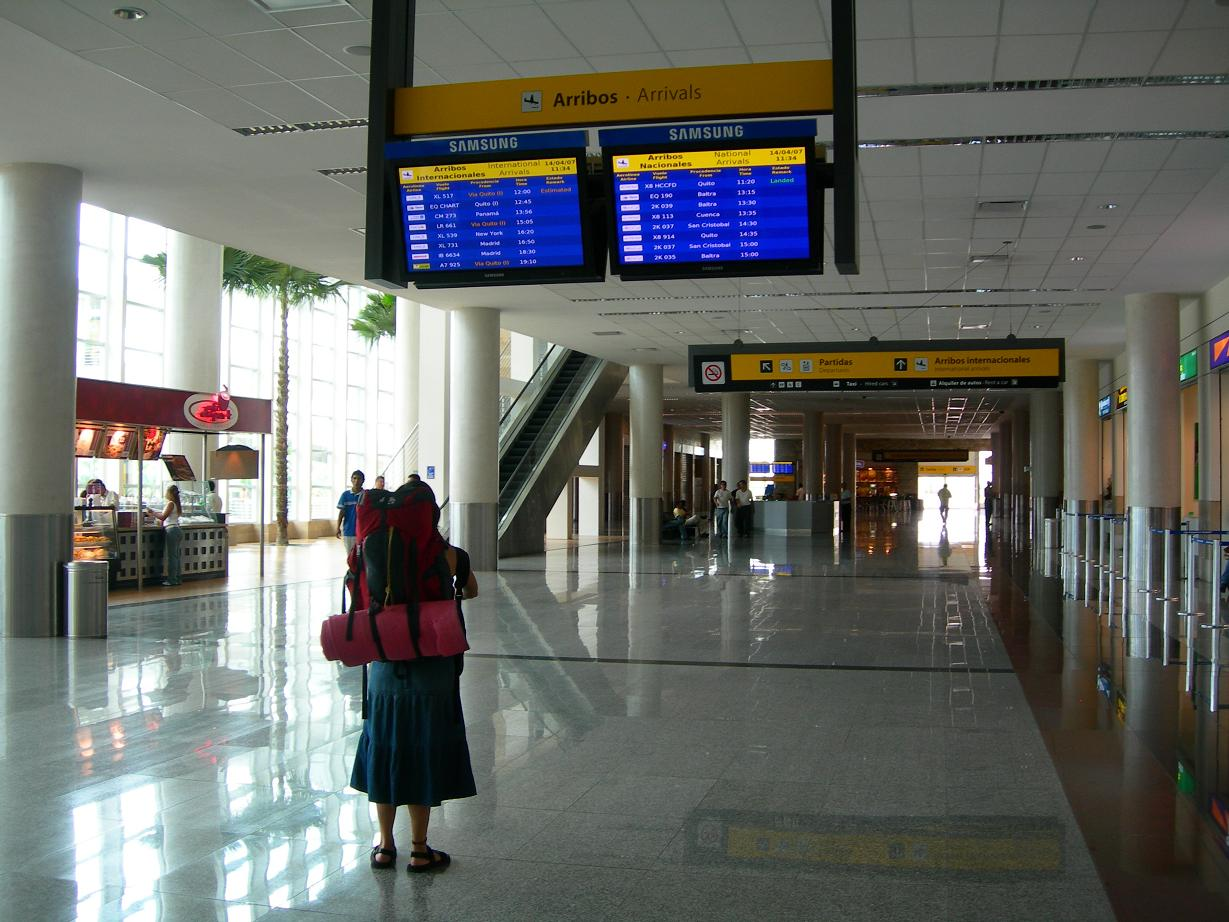
Arrivals area

| شرکت‌های هواپیمایی  | مقصدهای پروازی                                                                                  | Terminal |
| ------------------ | ----------------------------------------------------------------------------------------------- | -------- |
| ایر اروپا          | مادرید-باراخاس                                                                                  | I        |
| امریکن ایرلاینز    | میامی                                                                                           | I        |
| اویانکا اکوادور    | سیمور، نیو کیتو، سن کریستاوبال                                                                  | D        |
| اویانکا اکوادور    | ال دورادو، آلفونسو بونییا آراگون، خورخه چاوز                                                    | I        |
| اویانکا السالوادور | السالوادور                                                                                      | I        |
| اویور ایرلاینز     | ژنرال خوزه آنتونیو آنسوآتگی                                                                     | I        |
| کوپا ایرلاینز      | توکومن                                                                                          | I        |
| Dynamic Airways    | فصلی: جان اف کندی                                                                               | I        |
| کاال‌ام             | اسخیپول آمستردام                                                                                | I        |
| لان اکوادور        | سیمور، نیو کیتو، سن کریستاوبال,                                                                 | D        |
| لان اکوادور        | خورخه چاوز، مادرید-باراخاس، جان اف کندی, کومودورو ارتورو مرینو بنیتز                            | I        |
| TAME               | سیمور، فرنسیسکو د اوریانا، ماریسکال لامار، کاتوپکسی، کمیلو پانس انریکز، نیو کیتو، سن کریستاوبال | D        |
| TAME               | فورت لادردیل–هالیوود                                                                            | I        |